# Verband Bremer Fußball-Vereine
Der Verband Bremer Fußball-Vereine (VBFV) war der lokale Fußballverband für die Hansestadt Bremen und Umgebung von 1899 bis 1907. Der VBFV wurde am 1. April 1899 durch die acht Vereine FV Bremen, Bremer SC 1891, Club SuS 1896 Bremen, FV Germania 1899 Bremen, ABSC 1898, SC Hansa 1898 Bremen (später AGSV Bremen), FV Werder Bremen und KSV Simson Bremen gegründet. Im August desselben Jahres trat der FC Brema bei, während der an erster Stelle genannte FV, der Rugby bevorzugte, den Verband bald verließ.

## Geschichte
Im März 1899 beschlossen sieben Vereine sich zur Förderung des Fußballspiels in einem Verband bremischer Fußball-Spielvereine zu vereinen. Aus diesem entstand am 1. April 1899 der Verband Bremer Fußball-Vereine. In der kurzen Zeit des Bestehens wechselte der Verband seinen Vorstand sehr häufig.
Die erste Bremer Fußballmeisterschaft wurde in der Saison 1899/00 in einer Einfachrunde ausgetragen. In die A-Klasse eingeteilt waren Bremer SC 1891 I, Bremer SC 1891 II, ABSC 1898, Club SuS 1896, SC Hansa 1898 und FV Germania. In der B-Klasse spielten Bremer SC 1891 III, FV Germania II, Club SuS 1896 II, ABSC 1898 II, SC Hansa 1898 II und FC Brema. Der KSV Simson verzichtete auf die Spiele, die beiden Mannschaften des FV Werder zogen sich nach der Klasseneinteilung wieder zurück und der FV Bremen spielte nur Rugby. Erster Bremer Meister wurde der Bremer SC 1891 mit seiner 1. Mannschaft.
Im November 1899 war Werder Bremen zwischenzeitlich aus dem Verband ausgetreten, um sich dem Rugbyspiel zu widmen, und wurde am 16. Dezember 1899 bereits wieder aufgenommen. Der Verband Bremer Fußball-Vereine war am 27./28. Januar 1900 bei der Gründung des DFB in Leipzig vertreten, trat dem neuen Dachverband jedoch vorerst nicht bei. Dies geschah erst 1905, als der neu gegründete Norddeutsche Fußball-Verband (NFV) in corpore Mitglied des DFB wurde, inklusive Bremen. Bis dahin konnten die VBFV-Meister nicht an der Deutschen Meisterschaft teilnehmen.
In der Saison 1900/01 spielten 10 Mannschaften in der A-Klasse, aber nur fünf beendeten auch tatsächlich die Punktspiele. Ein B-Klasse wurde nicht gebildet. Germania hatte sich im Oktober aus dem VBFV abgemeldet, nachdem es zu Spannungen innerhalb des Verbandes gekommen war. Erneut gewann der Bremer SC 1891 die Meisterschaft, aber diesmal mit seiner 2. Mannschaft, die im entscheidenden Spiel überraschend das erste Team schlagen konnte. 1901/02 wurde wieder in zwei Klassen gespielt und ab 1903/04 wurde bereits eine dritte Klasse eingerichtet. Zwischenzeitlich schloss sich der Unterbezirk Unterweser dem VBFV an, aus dem 1903 die Fußballvereinigung an der Unterweser entstand.
Im 1905 gegründeten Norddeutschen Fußball-Verband war der VBFV für die Vereine aus Bremen, Bremerhaven, Wilhelmshaven (Verband Wilhelmshavener Ballspielvereine) und Oldenburg (Verband Oldenburger Ballspielvereine) zuständig. Im Spiel der Bezirksmeister gewann 1906 der FV Werder gegen FC Bremerhaven-Lehe mit 4:1 und 1907 der FC Bremerhaven-Lehe gegen den Bremer SC mit 4:2.
In der Saison 1906/07 zog der FV Werder am 14. Februar 1907 alle Mannschaften von der Meisterschaft zurück. Auslöser hierfür war die Sperrung seines Spielers Sehlbrede durch den NFV wegen unfairen Spielens. Nachdem der NFV im Frühjahr 1907 verschiedene Satzungsänderungen beschlossen und seine Stadtverbände aufgefordert hatte, sich endgültig in Bezirke umzuwandeln, löste sich der Verband Bremer Fußball-Vereine am 12. Mai 1907 auf. Fortan gab es den Bezirk VIII (Bremen) im NFV; sein Unterbezirk Unterweser war ab 1912 ein eigener Bezirk XI. Oldenburg, Wilhelmshaven und Delmenhorst bildeten ab 1907 den Bezirk IX.

## Meister des Verbandes Bremer Fußball-Vereine
- Saison 1899/00:
  - A-Klasse: Bremer SC 1891
  - B-Klasse: Bremer SC 1891 III

- Saison 1900/01:
  - A-Klasse: Bremer SC 1891 II

- Saison 1901/02:
  - A-Klasse: Bremer SC 1891
  - B-Klasse: FC Brema 1901

- Saison 1902/03:
  - A-Klasse: FV Werder 1899 Bremen[3]
  - B-Klasse: FV Werder 1899 Bremen II
  - Unterweser: FC Bremerhaven-Lehe

- Saison 1903/04:
  - A-Klasse: FV Werder 1899 Bremen
  - B-Klasse: FV Werder 1899 Bremen II
  - C-Klasse: FC Elite 1901 Bremen II
  - Unterweser: FC Geestemünde

- Saison 1904/05:
  - A-Klasse: Bremer SC 1891
  - B-Klasse: unbekannt
  - C-Klasse: FC Roland Bremen
  - D-Klasse: unbekannt
  - Unterweser: FC Bremerhaven-Lehe
  - Oldenburg: FC Osternburg

- Saison 1905/06:
  - 1. Klasse: FV Werder 1899 Bremen[4]
  - 2. Klasse: unbekannt
  - 3. Klasse: unbekannt
  - 4. Klasse: FV Werder 1899 Bremen IV
  - Unterweser: FC Bremerhaven-Lehe
  - Oldenburg: FC Oldenburg 1897
  - Wilhelmshaven: Wilhelmshavener FC Frisia

- Saison 1906/07:
  - A1-Klasse: Bremer SC 1891
  - A2-Klasse: FC Britannia Bremen
  - B1-Klasse: Bremer SC 1891 II
  - B2-Klasse: SC Nordstern 1906
  - C1-Klasse: Bremer SC 1891 III
  - C2-Klasse: FV Germania 1901 II
  - 4. Klasse: FV Germania 1901 III
  - Unterweser: FC Bremerhaven-Lehe
  - Oldenburg: FC Oldenburg 1897
  - Wilhelmshaven: Wilhelmshavener FC Frisia